# 图拉 (中部美洲遗址)
图拉（西班牙語：Tula），又称托兰-希科科蒂特兰、马梅尼（奥托米语：Mämeni），是中部美洲的一个建筑遗址，位于墨西哥伊达尔戈州境内的图拉镇，在墨西哥城的西北方向。
图拉由托尔特克人建立，曾是托尔特克帝国的统治中心。其建筑风格与同时期的奇琴伊察相似。图拉在1150年阿兹特克人征服托尔特克后没落，但其建筑风格对阿兹特克帝国有相当影响。